# A las cinco de la tarde
A las cinco de la tarde é um filme de drama espanhol de 1961 dirigido e escrito por Juan Antonio Bardem. Foi selecionado como representante da Espanha à edição do Oscar 1962, organizada pela Academia de Artes e Ciências Cinematográficas.

## Recepção
Segundo os registros da MGM, o filme faturou US $ 46.000.

## Elenco
- Rafael Alcántara - Acompanhante
- Ramsay Ames - Americana
- Manuel Arbó
- Matilde Artero
- Joaquín Bergía - Policial
- José Calvo - Amigo
- Germán Cobos - José Álvarez
- Faustino Cornejo - Amigo